# 新潟中郵便局
新潟中郵便局（にいがたなかゆうびんきょく）は新潟県新潟市中央区の新潟島地域にある郵便局である。民営化以前の分類では集配普通郵便局であった。

## 概要
住所：〒951-8799 新潟県新潟市中央区東堀通七番町1018

### 併設施設
- 新潟中央郵便局新潟中分室
- ゆうちょ銀行新潟中店（長野支店新潟中出張所）：取扱店番号120020

### 分室
分室はなし。過去に存在した分室は以下のとおり。
- 貯金局内分室 - 新潟貯金支局内分室として1949年（昭和24年）に開設。1967年（昭和42年）に、新設の新潟中央郵便局に移管された。

## 沿革
- 1872年8月4日（明治5年7月1日） - 新潟郵便取扱所として開設[1]。
- 1873年（明治6年） - 新潟郵便役所となる[1]。
- 1875年（明治8年）1月1日 - 新潟郵便局（一等）となる。翌日より為替取扱を開始[1]。
- 1878年（明治11年） - 貯金取扱を開始[1]。
- 1885年（明治18年） - 電信取扱を開始[1]。
- 1887年（明治20年）10月1日 - 新潟郵便電信局となる[1]。
- 1903年（明治36年）4月1日 - 通信官署官制の施行に伴い新潟郵便局となる[1]。
- 1944年（昭和19年）12月15日 - 郵便局で取扱う電話通話事務を除く電話事務を新潟電話局に移管[2]。
- 1949年（昭和24年）
  - 4月1日 - 新潟貯金支局内分室を設置[3]。
  - 6月1日 - 新潟貯金支局内分室を貯金局内分室に改称。
- 1956年（昭和31年）11月1日 - 貯金局内分室にて電話通話および和文電報受付事務を開始。
- 1967年（昭和42年）11月6日 - 新潟西郵便局に改称。貯金局内分室を新潟中央郵便局に移管。
- 1971年（昭和46年）10月25日 - 和文電報受付事務および電話通話事務を開始。
- 1985年（昭和60年）2月1日 - 新潟中郵便局に改称[4]。
- 1986年（昭和61年）5月 - 局舎新築。
- 1991年（平成3年） - 現在地に局舎を新築、移転。
- 1994年（平成6年）7月1日 - 外国通貨の両替および旅行小切手の売買に関する業務取扱を開始。
- 2007年（平成19年）10月1日 - 民営化に伴い、併設された郵便事業新潟中支店、ゆうちょ銀行新潟中店、かんぽ生命保険新潟支店に一部業務を移管。
- 2012年（平成24年）10月1日 - 日本郵便株式会社発足に伴い、郵便事業新潟中支店を新潟中郵便局に統合。
- 2013年（平成25年）4月1日 - ゆうゆう窓口の24時間営業を廃止。
- 2018年（平成30年）
  - 6月25日 - かんぽ生命保険新潟支店が当局から、同市中央区東大通二丁目に移転。
  - 9月1日 - ゆうゆう窓口及び集配業務を新潟中央郵便局新潟中分室に移管。

## 取扱内容

### 新潟中郵便局
- 郵便、印紙、ゆうパック、内容証明
- 生命保険、バイク自賠責保険、がん保険、引受条件緩和型医療保険

### 新潟中央郵便局新潟中分室
- 「951-80xx」「951-81xx」区域（新潟市中央区の一部、同市西区（関屋、関屋堀割町））の集配業務
- ゆうゆう窓口

### ゆうちょ銀行新潟中店
- 貯金、貸付、為替、振替、振込、国際送金、外貨両替、国債、投資信託、変額年金保険
- ATM

## 周辺
- 第四北越銀行本店
- 新潟国際情報大学新潟中央キャンパス
- NEXT21・中央区役所
- CiiNA CiiNA 丸大新潟
- 日本銀行新潟支店
- 新潟中央警察署
- 古町ルフル

## アクセス
- JR新潟駅（万代口）から徒歩約25分
- 萬代橋ライン 古町停留所下車
- 磐越自動車道 新潟中央ICから北へ約6km、日本海東北自動車道 新潟亀田ICから北西へ約6.5km
- 国道116号（柾谷小路）と東堀通の交差点角に立地
- 駐車場あり：8台